# كيفن بيرن
كيفن بيرن (بالإنجليزية: Kevin Beirne)‏ هو لاعب كرة قاعدة أمريكي، ولد في 1974 في هيوستن في الولايات المتحدة.

## وصلات خارجية
- كيفن بيرن على موقع دوري كرة القاعدة الرئيسي (الإنجليزية)
- كيفن بيرن على موقع الدوري الياباني لكرة القاعدة (الإنجليزية)
- كيفن بيرن على موقعبيزبول رفرنس.كوم (الدوري الرئيسي) (الإنجليزية)
- كيفن بيرن على موقعبيزبول رفرنس.كوم (الدوري الثانوي) (الإنجليزية)
- كيفن بيرن على موقع إي إس بي إن.كوم (أم.أل.بي) (الإنجليزية)
- كيفن بيرن على موقع مشجعي الرسوم البيانية (الإنجليزية)